# バス＝ノルマンディー地域圏
バス＝ノルマンディー地域圏（バス＝ノルマンディーちいきけん。仏: Basse-Normandie）は、フランス北西部、イギリス海峡に面する、かつて存在した地域圏である。コタンタン半島がイギリス海峡に突き出している。オート＝ノルマンディー地域圏、サントル＝ヴァル・ド・ロワール地域圏、ペイ・ド・ラ・ロワール地域圏、ブルターニュ地域圏に接している。
地域圏内にカルヴァドス県、マンシュ県、オルヌ県の3県を含む。
その名の通り、10世紀から11世紀にかけてノルマン人の一派が北方よりこの地に移住してきた。比較的開発が遅れていたが、近年フランス政府の補助金などを受けて産業振興が進められている。気候は西岸海洋性気候の影響で一年を通じて温暖であるものの、全般に風が強く湿度が高い。面積は日本の四国よりやや狭い程度、人口は奈良県とほぼ同じ程度である。主要産業は農業、観光。フランスでの麻（リネン、フラックス）栽培はこの地域で主におこなわれている。
地域圏再編が行われ、2016年1月1日よりオート＝ノルマンディー地域圏と統合し、ノルマンディー地域圏が新設された。

## 行政区画
| 名称                    | 人口(人) | 州都/主府/本部      | 備考 |
| ----------------------- | -------- | ------------------- | ---- |
| カルヴァドス県 Calvados | 664,000  | カーン Caen         |      |
| マンシュ県 Manche       | 486,000  | サン＝ロー Saint-Lô |      |
| オルヌ県 Orne           | 292,000  | アランソン Alençon  |      |

## 歴史
バス＝ノルマンディー地域圏は、王政時代の旧ノルマンディー州の西部にあたる。フランス革命時にノルマンディー州は5つの県に分割された。第二次世界大戦後、第四共和政下の1956年、西部の3つの県を合わせた行政区画としてバス＝ノルマンディー地域圏が設置された。

## 関連書籍
- ジャン・フルリ（渡邉浩司訳）『バス＝ノルマンディー地方の口承文学』（『フランス民話集IV』中央大学出版部、2015年、所収）（抄訳）

座標: 北緯49度00分 西経1度00分 / 北緯49.000度 西経1.000度